# فهرست همپارهای دکان
دکان دارای ۷۵ همپار یا ایزومر می‌باشد که در فهرست زیر معرفی می‌شوند. برای اطلاعات بیشتر فهرست همپارهای تمامی آلکان‌ها را ببینید.

## راست زنجیر
- دکان

## نونان
- ۲-متیل‌نونان
- ۳-متیل‌نونان
- ۴-متیل‌نونان
- ۵-متیل‌نونان

## اکتان

### اتیل
- ۳-اتیل‌اکتان
- ۴-اتیل‌اکتان

### گروه متیل
- ۲٬۲-دی‌متیل‌اکتان
- ۲٬۳-دی‌متیل‌اکتان
- ۲٬۴-دی‌متیل‌اکتان
- ۲٬۵-دی‌متیل‌اکتان
- ۲٬۶-دی‌متیل‌اکتان
- ۲٬۷-دی‌متیل‌اکتان
- ۳٬۳-دی‌متیل‌اکتان
- ۳٬۴-دی‌متیل‌اکتان
- ۳٬۵-دی‌متیل‌اکتان
- ۳٬۶-دی‌متیل‌اکتان
- ۴٬۴-دی‌متیل‌اکتان
- ۴٬۵-دی‌متیل‌اکتان

## هپتان

### پروپیل
- ۴-ان-پروپیل‌هپتان یا ۴-پروپیل‌هپتان
- ۴-ایزوپروپیل‌هپتان

### گروه متیل+اتیل
- ۲-متیل-۳-اتیل‌هپتان
- ۲-متیل-۴-اتیل‌هپتان
- ۲-متیل-۵-اتیل‌هپتان
- ۳-متیل-۳-اتیل‌هپتان
- ۳-متیل-۴-اتیل‌هپتان
- ۳-متیل-۵-اتیل‌هپتان
- ۴-متیل-۳-اتیل‌هپتان
- ۴-متیل-۴-اتیل‌هپتان

### گروه متیل
- ۲٬۲٬۳-تری‌متیل‌هپتان
- ۲٬۲٬۴-تری‌متیل‌هپتان
- ۲٬۲٬۵-تری‌متیل‌هپتان
- ۲٬۲٬۶-تری‌متیل‌هپتان
- ۲٬۳٬۳-تری‌متیل‌هپتان
- ۲٬۳٬۴-تری‌متیل‌هپتان
- ۲٬۳٬۵-تری‌متیل‌هپتان
- ۲٬۳٬۶-تری‌متیل‌هپتان
- ۲٬۴٬۴-تری‌متیل‌هپتان
- ۲٬۴٬۵-تری‌متیل‌هپتان
- ۲٬۴٬۶-تری‌متیل‌هپتان
- ۲٬۵٬۵-تری‌متیل‌هپتان
- ۳٬۳٬۴-تری‌متیل‌هپتان
- ۳٬۳٬۵-تری‌متیل‌هپتان
- ۳٬۴٬۴-تری‌متیل‌هپتان
- ۳٬۴٬۵-تری‌متیل‌هپتان

## هگزان

### گروه متیل+پروپیل
- ۲-متیل-۳-ایزوپروپیل‌هگزان

### دی‌اتیل
- ۳٬۳-دی‌اتیل‌هگزان
- ۳٬۴-دی‌اتیل‌هگزان

### گروه متیل+اتیل
- ۲٬۲-دی‌متیل-۳-اتیل‌هگزان
- ۲٬۲-دی‌متیل-۴-اتیل‌هگزان
- ۲٬۳-دی‌متیل-۳-اتیل‌هگزان
- ۲٬۳-دی‌متیل-۴-اتیل‌هگزان
- ۲٬۴-دی‌متیل-۳-اتیل‌هگزان
- ۲٬۴-دی‌متیل-۴-اتیل‌هگزان
- ۲٬۵-دی‌متیل-۳-اتیل‌هگزان
- ۳٬۳-دی‌متیل-۴-اتیل‌هگزان
- ۳٬۴-دی‌متیل-۳-اتیل‌هگزان

### گروه متیل
- ۲٬۲٬۳٬۳-تترامتیل‌هگزان
- ۲٬۲٬۳٬۴-تترامتیل‌هگزان
- ۲٬۲٬۳٬۵-تترامتیل‌هگزان
- ۲٬۲٬۴٬۴-تترامتیل‌هگزان
- ۲٬۲٬۴٬۵-تترامتیل‌هگزان
- ۲٬۲٬۵٬۵-تترامتیل‌هگزان
- ۲٬۳٬۳٬۴-تترامتیل‌هگزان
- ۲٬۳٬۳٬۵-تترامتیل‌هگزان
- ۲٬۳٬۴٬۴-تترامتیل‌هگزان
- ۲٬۳٬۴٬۵-تترامتیل‌هگزان
- ۳٬۳٬۴٬۴-تترامتیل‌هگزان

## پنتان

### گروه متیل+پروپیل
- ۲٬۴-دی‌متیل-۳-ایزوپروپیل‌هپتان

### گروه متیل+دی‌اتیل
- ۲-متیل-۳٬۳-دی‌اتیل‌هپتان

### گروه متیل+اتیل
- ۲٬۲٬۳-تری‌متیل-۳-اتیل‌پنتان
- ۲٬۲٬۴-تری‌متیل-۳-اتیل‌پنتان
- ۲٬۳٬۴-تری‌متیل-۳-اتیل‌پنتان

### گروه متیل
- ۲٬۲٬۳٬۳٬۴-پنتامتیل‌هپتان
- ۲٬۲٬۳٬۴٬۴-پنتامتیل‌هپتان